# John Cobb Cooper
John Cobb Cooper, Jr. (18 de septiembre de 1887 – 22 de julio de 1967) fue un jurista, ejecutivo de aerolíneas y asesor presidencial estadounidense, especializado en el campo del derecho aeroespacial internacional, del que fue uno de los iniciadores. 

## Semblanza
John Cooper Jr. nació en Jacksonville, Florida, hijo de John Cobb y de Mary Coldwell Cooper. Su hermano menor, Merian C. Cooper, con el paso del tiempo se convertiría en un conocido productor cinematográfico, famoso por ser el creador de la película King Kong en 1933.
Después de estudiar en la Lawrenceville School en Nueva Jersey, obtuvo su graduación en derecho por la Universidad de Princeton en 1909. En 1911 fue admitido en la "barra" (asociación profesional de abogados) de Florida. Fue delegado en las Convenciones Nacionales Democrátas en 1916 y 1924. En 1917 ingresó en la Armada Estadounidense, logrando el rango de teniente al final de la Primera Guerra Mundial. 
Se casó con Martha Helen Marvel en 1918, con quien tuvo tres hijos (dos chicas y un chico). Un año más tarde fue relevado del servicio activo, pasando a ser miembro de la Reserva Naval. En 1921 se le concedió el grado de Teniente Comandante.
Entre 1927 y 1934 fue Editor en Jefe de la Revista sobre Legislación de la Asociación de la Barra Estatal de Florida. Fue nombrado miembro del Comité Técnico Internacional de Expertos Aéreos Legales (1932-1934). Entre 1934 y 1945 fue Vicepresidente de la compañía aérea Pan American Airways, perteneciendo al consejo de administración de 1944 a 1946. En 1947 se le nombró asesor de la Comisión de Política del Aire del Presidente de los EE. UU. También fue miembro del Instituto de Estudios Avanzados de Princeton (1945–1950). En 1951, Cooper fundó el Instituto Legal del Aire y del Espacio en la Universidad McGill de Montreal, que posteriormente se convirtió en la sede de la Organización de Aviación Civil Internacional, el organismo de la ONU dedicado a la seguridad en la navegación aérea. En 1952 se le otorgó el título de Doctor en Leyes por la Universidad McGill. De 1951 a 1957 fue profesor de Derecho Aéreo Internacional en la Universidad McGill, convirtiéndose en el primer director del Instituto Internacional de Derecho Aéreo, después de lo que fue nombrado Profesor Emérito.
Autor del libro "The Right to Fly" (El Derecho a Volar), fue el primero en escribir acerca de los derechos sobre el aire y el espacio en relación con los satélites artificiales en órbita, cuestión suscitada por el lanzamiento del Sputnik en octubre de 1957, cuando fue consultado por el presidente Eisenhower acerca de su opinión legal sobre el "derecho de sobrevuelo" del Sputnik orbitando sobre los Estados Unidos. En el doctorado honorario que recibió de la Universidad de Princeton, se le citaba como "Padre de la Ley Aeroespacial".
Perteneció al consejo legal de la Asociación de Transporte Aéreo Internacional (IATA) desde los primeros años 1950 hasta el final de su vida. 
Fue un pionero en el campo de legislación internacional aplicada al aire y al espacio. Escribió el primer artículo sobre el tema de la propiedad del espacio, "High Altitude Flight and National Sovereignty" (Vuelo de Gran Altitud y Soberanía Nacional), en 1951. 
La posición como Director de la Pan Am de Merian C. Cooper contribuyó a que su hermano mayor John pudiera acceder al puesto de Vicepresidente y consejero legal de la compañía aérea.
Así mismo, realizó vuelos de reconocimiento en una pequeña aeronave con el célebre piloto Charles Lindbergh (asesor de la Pan Am), con el objeto de seleccionar lugares adecuados para la construcción de aeropuertos de la Pan Am en Irlanda (Shannon) y Francia (Orly), cuando comenzaron a aumentar los servicios en el extranjero de la compañía.

## Reconocimientos
- Doctor Honorario en Leyes, Universidad de Princeton, 1959.
- El cráter Cooper situado en el lado oculto de la Luna lleva este nombre en su honor.